# 이태원 클라쓰 (드라마)
《이태원 클라쓰》는 2020년 1월 31일부터 2020년 3월 21일까지 방영된 금토드라마다. 카카오페이지와 다음 웹툰에서 연재되던 조광진의 만화 《이태원 클라쓰》가 원작으로, 2019년 6월에 제작이 발표됐다.
대중성과 작품성 모두 좋은 평가를 받았으며, 젊은층과 중장년층 모든 연령대의 호평을 받았다. 해외 수출까지 성공적으로 이루어졌다는 평가를 받았다.

## 기획의도
불합리한 세상 속, 고집과 객기로 뭉친 청춘들의 '힙'한 반란이 시작된다. 세계를 압축해 놓은 듯한 이태원. 이 작은 거리, 각자의 가치관으로 자유를 쫓는 그들의 창업 신화 <이태원 클라쓰>.

## 등장 인물

### 주요 인물
- 박서준 : 박새로이 역 - 단밤 사장, 죽은 성열의 아들. 수아의 고등학교 동창. (주) ic 대표이사. 이서의 연인.
- 김다미 : 조이서 (아역 최명빈) 역 - 단밤 매니저, 정민의 딸. 소시오패스. (주) ic 전무이사. (1회 프롤로그, 3회 ~ 16회) 새로이의 연인.
- 유재명 : 장대희 역 - 장가그룹 회장, 근원과 근수의 아버지.
- 권나라 : 오수아 (아역 : 옥예린, 김지영) 역 - 장가그룹 전략기획부장, 새로이의 첫사랑. 새로이의 고등학교 동창. 보육원 출신.

### 단밤 식구들
- 류경수 : 최승권 역 - 단밤 홀 직원, 조폭출신. 새로이의 교도소 동기. (주) ic 본부장. (3회 ~ 16회)
- 이주영 : 마현이 역 - 단밤 주방장, 트랜스젠더 여성. (주) ic 직원. (3회 ~ 16회)
- 크리스 라이언 : 김토니 역 - 단밤 알바, 기니 출신 외국인. 순례의 친손자. 죽은 동래의 친아들.[주 1] (6회 ~ 16회)

### 장가 식구들
- 김동희 : 장근수 역 - 근원의 이복동생, 대희의 아들이자 서자. 단밤 직원 → 장가그룹 상무이사. (3회 ~ 16회)
- 안보현 : 장근원 역 - 장가그룹의 장남, 근수의 이복형. 학교폭력&뺑소니 사고 가해자. 장가그룹 전 상무이사 새로이 아버지를 죽인 자
- 김혜은 : 강민정 역 - 장가그룹 전무이사, 새로이의 동업자

### 그 외 인물
- 손현주 : 박성열 역 (†) - 새로이의 아버지. (1회, 15회 특별 출연)
- 김여진 : 조정민 역 - 이서의 어머니 (특별출연)
- 이다윗 : 이호진 역 - 새로이가 전학간 광진고 학생, 학교폭력 피해자. 펀드매니저. 새로이의 동업자
- 김미경 : 김순례 역 - 토니의 친 할머니. 이태원에서 잔뼈가 굵은 일수 업자. 부동산 거물
- 윤경호 : 오병헌 역 - 성열의 뺑소니 교통사고 사건을인한 형사, 축산업 사장. 혜원의 아버지
- 원현준 : 김희훈 역 - 승권이 몸담았던 조직의 두목. 새로이의 교도소 동기 (특별출연)
- 최유리 : 오혜원 역 - 병헌의 딸, 중학생
- 홍서준 : 김실장 역 - 장가 회장 비서
- 유다미 : 김선애 역 - 장가그룹 회장 대희의 여비서
- 김익태 : 황상호 역 - 광진고등학교 교장
- 백승현 : 새로이 담임 역 - 광진고등학교 3학년 1반 담임. 장근원, 오수아, 이호진, 박새로이의 고3시절 담임이며 박새로이 퇴학에 상당한 공이 있다.
- 문유강 : 헌팅남
- 한예지 : 국복희 역 - 구청장 딸, 일진

### 특별출연
- 솔빈 : 새로이의 고등학교 친구 역
- 김소영 : 라디오 DJ 역
- 윤박 : 김성현 역 - 근수의 아는 형
- 차청화 : 구청장 부인 역 - 복희의 어머니
- 홍석천 : 본인 역
- 앤씨아 : 이서의 고등학교 동창 역 - 복희의 패거리
- 리민 : 단밤 알바 면접보러 온 남자 역
- 정유민 : 제약회사 딸 역 - 근원의 맞선녀
- 서은수 : 단밤 알바 면접보러 온 여대생 역ㅡ새로이 와이프
- 이준혁 : 박준기 역 - 장가그룹 부장, 장가포차 셰프
- 김일중 : 최강 포차 MC 역
- 전노민 : 도중명 역 - 중명 홀딩스 대표이사
- 박보검 : 수아의 가게에 면접 보러온 남자 셰프 역

## 촬영지
- 전주비전대학교 대운동장
- 서일농원 - 장가(長家)
- 팔달산로
- 전주해성고등학교 - 광진고등학교
- 마포소금구이
- 舊 성동구치소
- 스테이트타워 남산 - 장가(長家) 본진
- 세계음식특화거리(이태원)
- 반포대교
- 이태원 G게스트하우스 - 보광고시원
- 녹사평육교
- 언덕집소곱창 - 단밤포차(1)
- 동탄국제고등학교
- 만만코코로 홍대점, 코타차야 - 장가포차 이태원점
- 남산공원
- 더 파이니스트
- 피노 레스토랑
- 이태원 어린이공원
- 양평 보릿고개마을
- 오리올 - 단밤포차(2)
- 마루쿠식당
- 조이의 공간
- 예빈산 소화묘원 - 박새로이 아버지(성열)의 묘소
- 한남동 사유(SAYOO)
- 파주 라플란트 카페
- 게우지코지
- 쌍대포 소금구이
- G타워, 송도 IBS 타워
- 송도 트리플스트리트
- 제주 게우지코지 펜션&카페
- 장자호수공원
- 퀸즈파크 청담점 - 와인&다이닝 레스토랑

## 드라마 회차 원작 이모저모
이 드라마는 원작 에피소드를 맞지 않거나, 내용을 다룬다.
- 1회 : 1부 1 ~ 5화 (← 15년 전, 2005년)
- 2회 : 1부 5 ~ 9화 (→ 3년 후, 2008년[주 2] → 7년 후, 2015년)
- 3회 : 1부 10 ~ 20화
- 4회 : 1부 20 ~ 21화, 2부 1 ~ 7화 (2015년 → 2016년)
- 5회 : 2부 8 ~ 11화
- 6회 : 2부 11 ~ 12화
- 7회 : 2부 13 ~ 18화
- 8회 : -
- 9회 : -[주 3]
- 10회 : -[주 4]
- 11회 : -[주 5]
- 12회 : -[주 6]
- 13회 : -[주 7] (→ 4년 후, 2020년)
- 14회 : -[주 8]
- 15회 : 3부 16 ~ 23화
- 16회 : 3부 24 ~ 31화

## OST
다음은 오리지널 사운드트랙(OST) 싱글 앨범에 포함된 곡들이며, 정렬기준은 출시 순입니다.

### Part.1
| #            | 제목                           | 작사         | 작곡         | 재생 시간 |
| ------------ | ------------------------------ | ------------ | ------------ | --------- |
| 1.           | 〈Still Fighting It〉 (이찬솔) | Ben Folds    | Ben Folds    | 5:20      |
| 2.           | 〈Still Fighting It (Inst.)〉  |              | Ben Folds    | 5:20      |
| 총 재생 시간 | 총 재생 시간                   | 총 재생 시간 | 총 재생 시간 | 10:40     |

### Part.2
| #            | 제목             | 작사         | 작곡         | 재생 시간 |
| ------------ | ---------------- | ------------ | ------------ | --------- |
| 1.           | 〈시작〉 (가호)  | 서동성       | 박성일       | 3:22      |
| 2.           | 〈시작 (Inst.)〉 |              | 박성일       | 3:22      |
| 총 재생 시간 | 총 재생 시간     | 총 재생 시간 | 총 재생 시간 | 6:44      |

### Part.3
| #            | 제목                | 작사         | 작곡         | 재생 시간 |
| ------------ | ------------------- | ------------ | ------------ | --------- |
| 1.           | 〈돌덩이〉 (하현우) | 광진, 이치훈 | 박성일       | 3:29      |
| 2.           | 〈돌덩이 (Inst.)〉  |              | 박성일       | 3:29      |
| 총 재생 시간 | 총 재생 시간        | 총 재생 시간 | 총 재생 시간 | 6:58      |

### Part.4
| #            | 제목                   | 작사         | 작곡         | 재생 시간 |
| ------------ | ---------------------- | ------------ | ------------ | --------- |
| 1.           | 〈우리의 밤〉 (Sondia) | 이치훈       | 박성일       | 4:44      |
| 2.           | 〈우리의 밤 (Inst.)〉  |              | 박성일       | 4:44      |
| 총 재생 시간 | 총 재생 시간           | 총 재생 시간 | 총 재생 시간 | 9:28      |

### Part.5
| #            | 제목                          | 작사           | 작곡         | 재생 시간 |
| ------------ | ----------------------------- | -------------- | ------------ | --------- |
| 1.           | 〈You Make Me Back〉 (김우성) | 오현주, 김진훈 | 김진훈       | 3:15      |
| 2.           | 〈You Make Me Back (Inst.)〉  |                | 김진훈       | 3:15      |
| 총 재생 시간 | 총 재생 시간                  | 총 재생 시간   | 총 재생 시간 | 6:30      |

### Part.6
| #            | 제목                     | 작사         | 작곡         | 재생 시간 |
| ------------ | ------------------------ | ------------ | ------------ | --------- |
| 1.           | 〈그때 그 아인〉 (김필)  | 서동성       | 박성일       | 4:48      |
| 2.           | 〈그때 그 아인 (Inst.)〉 |              | 박성일       | 4:48      |
| 총 재생 시간 | 총 재생 시간             | 총 재생 시간 | 총 재생 시간 | 9:36      |

### Part.7
| #            | 제목                         | 작사           | 작곡            | 재생 시간 |
| ------------ | ---------------------------- | -------------- | --------------- | --------- |
| 1.           | 〈우린 친구뿐일까〉 (Sondia) | 서동성         | 박성일          | 3:48      |
| 2.           | 〈Maybe〉 (Sondia)           | Sondia, Miriam | 박성일          | 3:48      |
| 3.           | 〈Defence〉                  |                | 박성일, Fraktal | 1:22      |
| 4.           | 〈우린 친구뿐일까 (Inst.)〉  |                | 박성일          | 3:48      |
| 총 재생 시간 | 총 재생 시간                 | 총 재생 시간   | 총 재생 시간    | 12:46     |

### Part.8
| #            | 제목             | 작사           | 작곡         | 재생 시간 |
| ------------ | ---------------- | -------------- | ------------ | --------- |
| 1.           | 〈Say〉 (윤미래) | 서동성, 이치훈 | 박성일       | 4:20      |
| 2.           | 〈Say (Inst.)〉  |                | 박성일       | 4:20      |
| 총 재생 시간 | 총 재생 시간     | 총 재생 시간   | 총 재생 시간 | 8:40      |

### Part.9
| #            | 제목                   | 작사         | 작곡                    | 재생 시간 |
| ------------ | ---------------------- | ------------ | ----------------------- | --------- |
| 1.           | 〈With Us〉 (베리베리) | 타이비언     | 타이비언, 바크, CHKmate | 4:17      |
| 2.           | 〈With Us (Inst.)〉    |              | 타이비언, 바크, CHKmate | 4:17      |
| 총 재생 시간 | 총 재생 시간           | 총 재생 시간 | 총 재생 시간            | 8:34      |

### Part.10
| #            | 제목               | 작사         | 작곡         | 재생 시간 |
| ------------ | ------------------ | ------------ | ------------ | --------- |
| 1.           | 〈직진〉 (더 베인) | 이치훈       | 박성일       | 2:53      |
| 2.           | 〈직진 (Inst.)〉   |              | 박성일       | 2:53      |
| 총 재생 시간 | 총 재생 시간       | 총 재생 시간 | 총 재생 시간 | 5:46      |

### Part.11
| #            | 제목                   | 작사         | 작곡         | 재생 시간 |
| ------------ | ---------------------- | ------------ | ------------ | --------- |
| 1.           | 〈어떤 말도〉 (크러쉬) | 권영찬       | 홍소진       | 4:31      |
| 2.           | 〈어떤 말도 (Inst.)〉  |              | 홍소진       | 4:31      |
| 총 재생 시간 | 총 재생 시간           | 총 재생 시간 | 총 재생 시간 | 9:02      |

### Part.12
| #            | 제목                    | 작사                                                                | 작곡                                                                | 재생 시간 |
| ------------ | ----------------------- | ------------------------------------------------------------------- | ------------------------------------------------------------------- | --------- |
| 1.           | 〈Sweet Night〉 (뷔)    | Hiss noise, V, ADORA, Melanie Joy Fontana, Michel “Lindgren” Schulz | Hiss noise, V, ADORA, Melanie Joy Fontana, Michel “Lindgren” Schulz | 3:34      |
| 2.           | 〈Sweet Night (Inst.)〉 |                                                                     | Hiss noise, V, ADORA, Melanie Joy Fontana, Michel “Lindgren” Schulz | 3:34      |
| 총 재생 시간 | 총 재생 시간            | 총 재생 시간                                                        | 총 재생 시간                                                        | 7:08      |

### Part.13
| #            | 제목                       | 작사         | 작곡         | 재생 시간 |
| ------------ | -------------------------- | ------------ | ------------ | --------- |
| 1.           | 〈Brand New Way〉 (데이먼) | 데이먼       | 박성일       | 2:52      |
| 2.           | 〈Brand New Way (Inst.)〉  |              | 박성일       | 2:52      |
| 총 재생 시간 | 총 재생 시간               | 총 재생 시간 | 총 재생 시간 | 5:44      |

## 소감문
| “ | 새로운 느낌으로 재밌게 잘 보고 있다. 글을 쓸 때 머리에 그렸던 기대치 이상을 매회 보여주고 있다. | ” |
|   | — 원작자 겸 극본 조광진                                                                         |   |

## 시청률
최저 시청률과 최고 시청률은 시청률 조사회사와 지역별로 시청률에 차이가 있을 수 있습니다.
| 2020년      | 2020년      | 2020년         | 2020년       |
| 회차        | 방송일      | AGB 시청률     | AGB 시청률   |
| 회차        | 방송일      | 대한민국(전국) | 서울(수도권) |
| ----------- | ----------- | -------------- | ------------ |
| 제1회       | 1월 31일    | 4.983%         | 5.283%       |
| 제2회       | 2월 1일     | 5.330%         | 5.634%       |
| 제3회       | 2월 7일     | 8.013%         | 8.253%       |
| 제4회       | 2월 8일     | 9.382%         | 10.692%      |
| 제5회       | 2월 14일    | 10.716%        | 11.986%      |
| 제6회       | 2월 15일    | 11.608%        | 12.636%      |
| 제7회       | 2월 21일    | 12.289%        | 13.215%      |
| 제8회       | 2월 22일    | 12.562%        | 13.990%      |
| 제9회       | 2월 28일    | 13.965%        | 14.903%      |
| 제10회      | 2월 29일    | 14.760%        | 16.160%      |
| 제11회      | 3월 6일     | 13.798%        | 15.496%      |
| 제12회      | 3월 7일     | 13.398%        | 14.817%      |
| 제13회      | 3월 13일    | 13.101%        | 14.344%      |
| 제14회      | 3월 14일    | 14.197%        | 15.568%      |
| 제15회      | 3월 20일    | 14.661%        | 16.012%      |
| 제16회      | 3월 21일    | 16.548%        | 18.328%      |
| 평균 시청률 | 평균 시청률 | 11.832%        | 12.957%      |

## 수상 및 후보
| 연도 | 시상식                    | 부문                     | 수상작(자)    | 결과 | 출처 |
| ---- | ------------------------- | ------------------------ | ------------- | ---- | ---- |
| 2020 | 제56회 백상예술대상       | TV부문 남자 최우수연기상 | 박서준        | 후보 |      |
| 2020 | 제56회 백상예술대상       | TV부문 연출상            | 김성윤        | 후보 |      |
| 2020 | 제56회 백상예술대상       | TV부문 남자 조연상       | 유재명        | 후보 |      |
| 2020 | 제56회 백상예술대상       | TV부문 여자 조연상       | 권나라        | 후보 |      |
| 2020 | 제56회 백상예술대상       | TV부문 남자 신인연기상   | 안보현        | 후보 |      |
| 2020 | 제56회 백상예술대상       | TV부문 여자 신인연기상   | 김다미        | 수상 |      |
| 2020 | 제56회 백상예술대상       | TV부문 예술상            | 박성일(음악)  | 후보 |      |
| 2020 | 제15회 서울 드라마 어워즈 | 미니시리즈 우수 작품상   | 이태원 클라쓰 | 수상 |      |
| 2021 | 아시안 텔레비전 어워즈    | 드라마 작품상            | 이태원 클라쓰 | 수상 |      |

## 같이 보기
- 대한민국의 텔레비전 드라마 목록 (ㅇ)
- 2020년 대한민국의 텔레비전 드라마 목록
- 웹툰을 원작으로 한 텔레비전 드라마 목록
- 이태원 클라쓰
- 롯폰기 클라쓰

### 내용주
1. ↑  웹툰 원작에서 등장 인물이 나오지 않는다.
2. ↑  드라마에서 "2년 후, 2007년"에 아니라는 점.
3. ↑  웹툰 원작 2부 19화 중반부, 20화 포함
4. ↑  웹툰 원작 2부 21 ~ 22화
5. ↑  웹툰 원작 3부 1 ~ 3화
6. ↑  웹툰 원작 3부 4 ~ 9화
7. ↑  웹툰 원작 3부 10화 포함, 11화 후반부, 2부 24 ~ 26화, 3부 11화 전반부, 12화 전반부, 13화 후반부
8. ↑  웹툰 원작 3부 4화 후반부, 3부 7화 후반부, 3부 2화 전반부, 3부 22화 중반부, 3부 15화 포함

### 참조주
1. ↑  JTBC, '이태원 클라쓰' '쌍갑포차' 드라마 만든다[깨진 링크(과거 내용 찾기)]
2. ↑  2030은 왜 '이태원클라쓰'에 열광할까
3. ↑  '이태원 클라쓰' 인기 중심엔 '4050 남성'이 있다
4. ↑  “이태원 클라쓰”. 2021년 4월 27일에 확인함.
5. ↑  AGB 닐슨 미디어리서치 홈페이지 참조. 보관됨 2017-05-13 - 웨이백 머신 유료플랫폼 가입 가구 기준.